# Свети Георги (Градовци)
Вижте пояснителната страница за други значения на Свети Георги.
„Свети Великомъченик Георги Победоносец“ (на македонска литературна норма: „Свети Ѓорѓи Победоносец“) е късносредновековна – от XIII или XIV век, православна църква в скопското село Градовци, Северна Македония. Част е от Скопската епархия на Македонската православна църква – Охридска архиепископия.
Църквата е разположена в средната махала на Градовци, на самия му вход на една височина, веднага вдясно от пътя.
Църквата е много стара с каменни зидове. Точното време на изграждането не е известно, но се знае, че тя е била обновена в XIX век. Въз основа на вида на сградата, както и въз основа на техниката и начина на изписване на фреските със сигурност може да се заключи, че тази църква е от средновековния период и по-точно от XIII или XIV век. В зидовете от външна страна се виждат две различни градежни техники, поради което може да се заключи, че в миналото църквата е имала куполи и градеж с дялан и кършен камък, подобно на известните средновековни манастири в околността, но е била разрушена и обновена със зидане с обикновени камъни, подобно на къщите от XVIII и XIX век.
Че църквата най-вероятно е била по-висока, с куполи, а по-късно частично разрушена, свидетелства и фактът, че ценните фрески във вътрешността до покривната конструкция прекъсват в долната и средната част от телата на светците.
Около църква се намират селските гробища, а в тяхна близост са и старите гробища, за които населението не знае чии са, но със сигурност се знае, че са християнски поради запазените каменни кръстове на някои от гробовете.

## Галерия
- Поглед от изток. Виждат се двата начина на зидане
- Фреските на северния зид
- Вътрешността на църквата с живописта в олтарния дял
- Фреските над входа на църквата
- Фреските на южния зид